# Chiesa e convento di San Francesco (Masullas)
Il convento con l'annessa chiesa di San Francesco, situato a Masullas, è un antico convento, in passato è stato utilizzato dai frati minori cappuccini. Dal 2010 molte sale del convento ospitano il Geomuseo Monte Arci "Stefano Incani".

## Storia
La realizzazione della chiesa di San Francesco e del convento adiacente dei frati minori cappuccini risale al XVII secolo. 
Durante gli anni 80 e 90 del XX secolo vennero effettuati grossi interventi di restauro.

## Geomuseo Monte Arci "Stefano Incani"
Il museo è stato aperto nel marzo del 2010. Al suo interno è presente una collezione di minerali e fossili (i primi sono molto presenti nel territorio di Masullas).

## Giardino botanico del Monte Arci

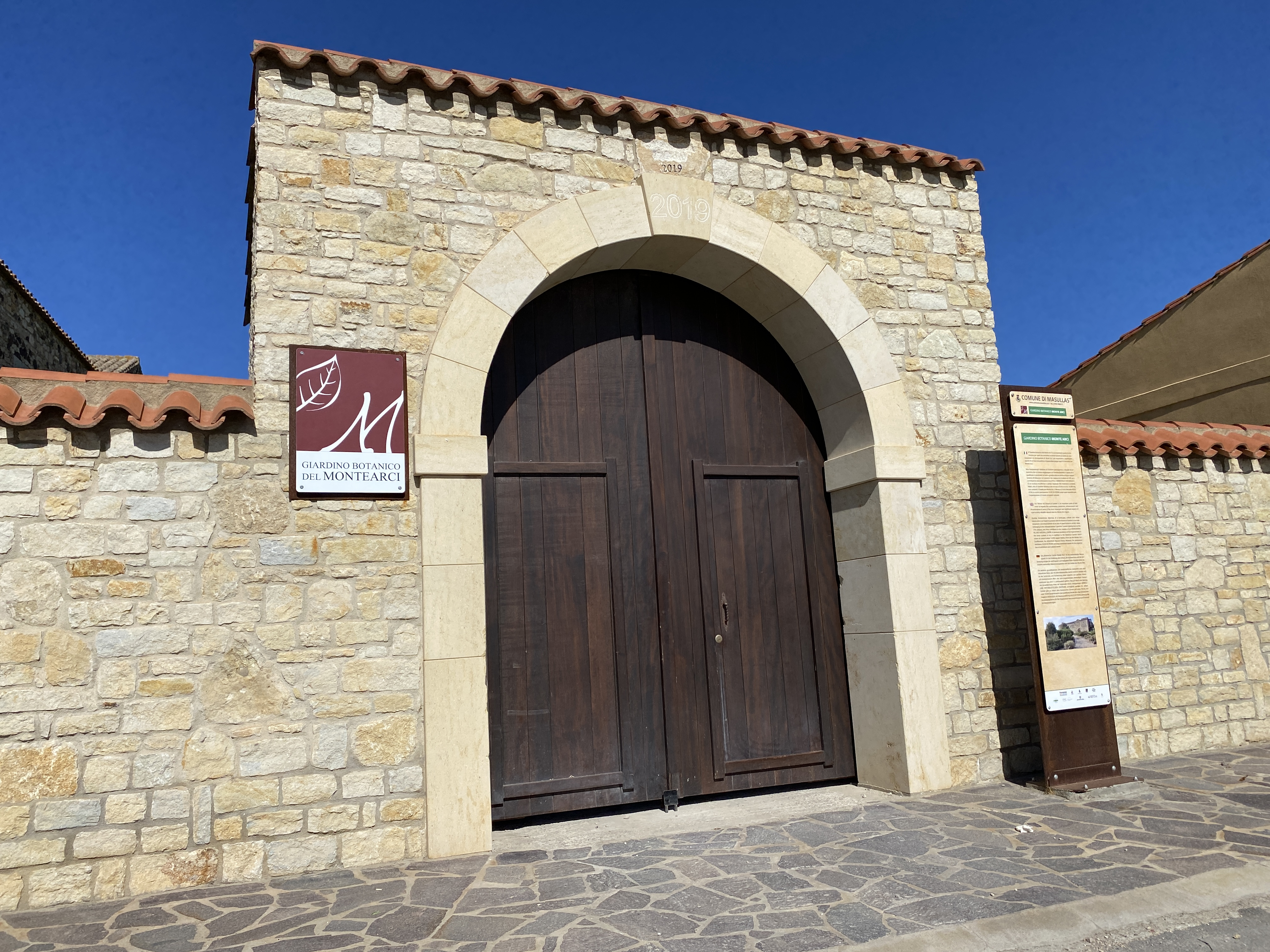
Giardino botanico del Monte Arci (Masullas)

Accanto al convento, nell'agosto del 2020, è stato inaugurato il giardino botanico del Monte Arci; nell'area in precedenza era presente un campetto da calcio a 5.